# Flora (Mythologie)

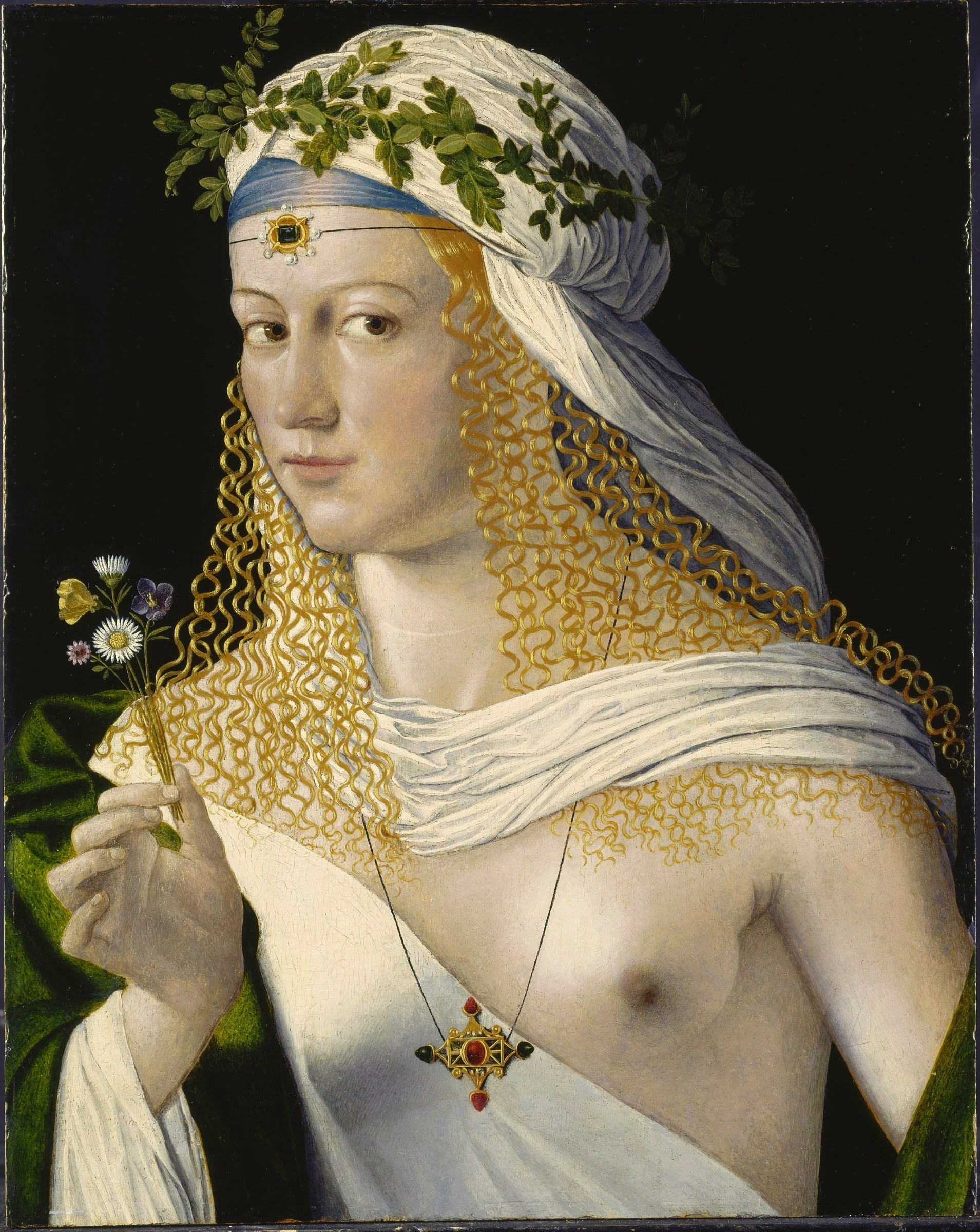
Flora, Gemälde von Bartolomeo Veneto, früher fälschlicherweise als Porträt Lucrezia Borgias angesehen

Flora ist in der römischen Mythologie die Göttin der Blüte, im Besonderen der Getreideblüte.

## Erzählung

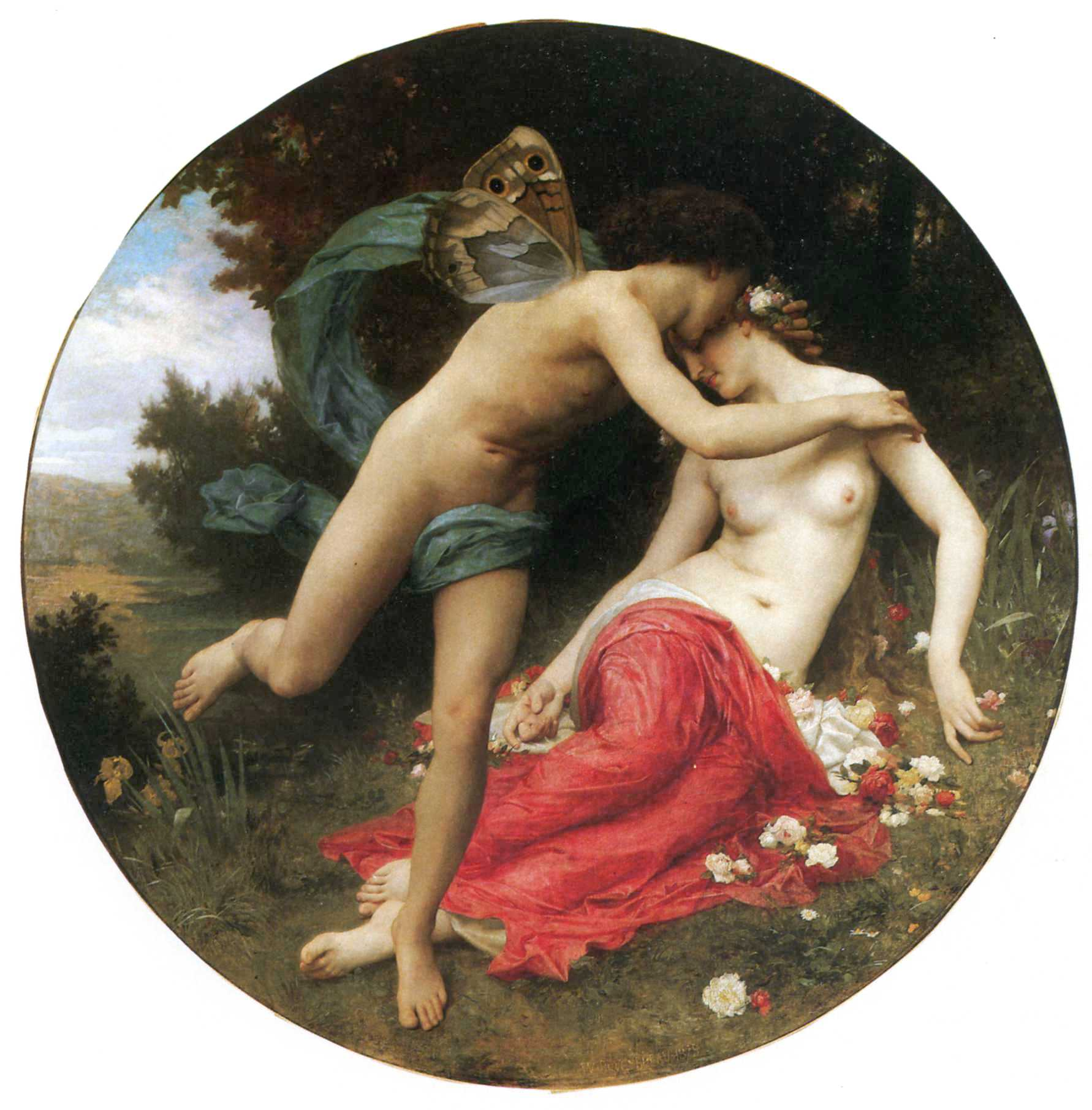
Flora und Zephyr (William Adolphe Bouguereau, 1875)

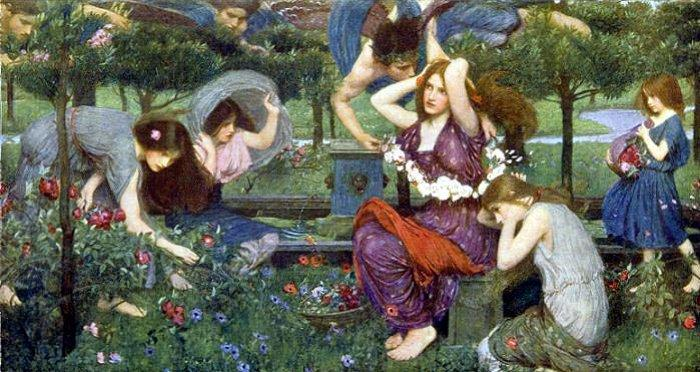
Flora und die Zephyre (John William Waterhouse, 1898)

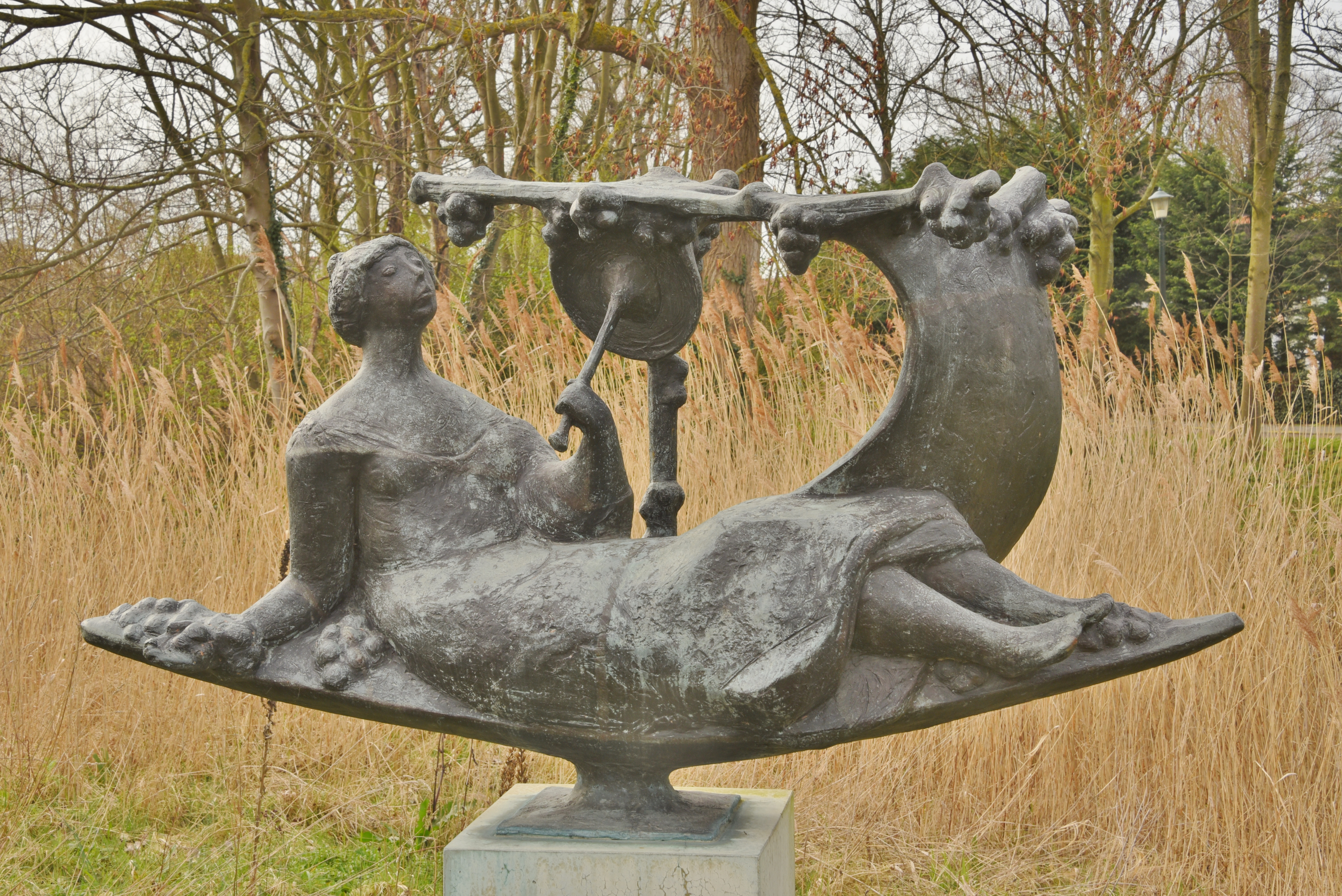
Skulptur der römischen Göttin Flora von Bram Roth in Den Haag

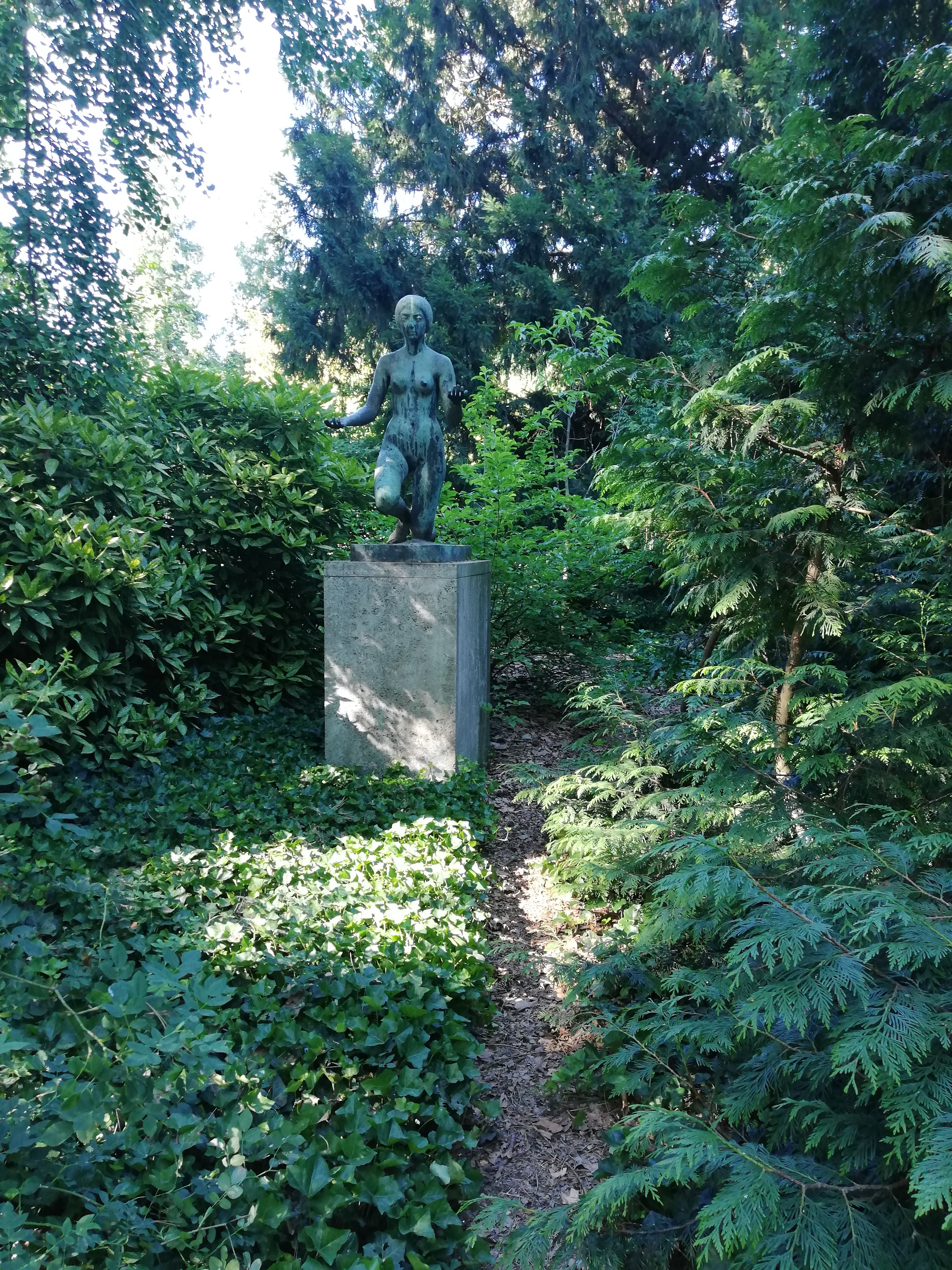
Kniender Frauenakt „Flora“, um 1930 (Frankfurt, Hartmannsche Villa, heute: Palmengarten) von Richard Jakob Petraschke

Bei Ovid wird sie mit der ansonsten nicht belegten griechischen Nymphe Chloris gleichgesetzt: 

„Und während sie sprach, hauchte sie Frühlingsrosen aus ihrem Munde: Chloris war ich, die ich Flora genannt werde.“

 Sie wird im Frühling von der Verkörperung des Westwindes Zephyr verfolgt und zu seiner Frau gemacht.
Sie gehört in den Kreis der Vegetationsgötter, der Götter der Erde und des Landbaus, und wird in Beziehung zu Ceres, Demeter und Tellus gesetzt. Ihre Verehrung lässt sich bei den Oskern und sabellischen Stämmen des mittleren Apennins nachweisen. Flora war außerdem die Göttin der Jugend und des fröhlichen Lebensgenusses, schließlich auch die der Schwangerschaft, deren Symbol die Blüte ist.
Ihre Verehrung soll durch den Sabinerkönig Titus Tatius in Rom eingeführt worden sein; nach anderen soll Numa Pompilius für sie einen Flamen Floralis eingesetzt haben. An ihrem Fest (Floralia) schmückte man die Wohnungen und sich selbst mit Blumen, die Frauen kleideten sich entgegen der üblichen Sitte in bunte Farben, und Gesang, Tanz und Tafelfreuden füllten die Festzeit. Nach dem Ersten Punischen Krieg kamen auch eigene Spiele der Flora im Zirkus auf, die vom 28. April bis 3. Mai gefeierten ludi florales, bei denen statt der wilden Raubtiere sogenanntes Niederwild, d. h. Hasen, Rehe etc., getötet wurde. Hetären entkleideten sich zudem als Verkörperung der Göttin und ihrer Gefolgschaft vor dem anwesenden Publikum.
Flora hatte in Rom zwei Tempel, einen auf dem Quirinal, den anderen in der Nähe des Circus Maximus. Die Künstler stellten die Flora einer griechischen Frühlingshore ähnlich dar, als blühende, blumengeschmückte Jungfrau. Unter den plastischen Darstellungen ist die so genannte Farnesische Flora am berühmtesten, eine überlebensgroße Marmorfigur, die sich heute im Archäologischen Nationalmuseum von Neapel befindet.

## Flora in Kunst und Musik
In den allegorischen Darstellungen der vier Jahreszeiten verkörpert Flora den Frühling.
Die Wachsbüste der Flora galt weithin als eines der bekanntesten plastischen Werke aus dem Umkreise des Leonardo da Vinci, wurde jedoch inzwischen zweifelsfrei als Schöpfung des 19. Jahrhunderts enttarnt.
Das Ballett Le Réveil de Flore (1894) von Riccardo Drigo und Marius Petipa handelt von der Liebesbeziehung zwischen Flora und Zephyr.